# Karel Boehlee
Karel Boehlee (* 23. April 1960 in Leiden) ist ein niederländischer Jazzmusiker (Piano, Komposition), der vor allem in Japan sehr erfolgreich ist.
Boehlee legte mit seinem Trio 1984 sein Debütalbum vor. Mit dem Bassisten Frans van der Hoeven und dem Schlagzeuger Roy Dackus bildete er dann das European Jazz Trio. Dessen erste Platten, die zwischen 1988 und 1992 entstanden, waren vor allem in Japan ein sofortiger Erfolg. Er spielt seit 35 Jahren als Pianist mit Toon Roos und begleitete häufig Toots Thielemans sowie Philip Catherine, Jesse van Ruller, Martijn van Iterson, Fay Claassen, Peter Tiehuis und Maria Mendes. Außerdem ist er als Session-Musiker bei Pop-Künstlern wie Gino Vannelli und Trijntje Oosterhuis gefragt. In Japan und Korea tritt Boehlee regelmäßig als Solokünstler auf.
Boehlee ist als Hauptfachdozent am Conservatorium van Amsterdam tätig. 2013 erhielt er mit dem Arena Jazz Award einen Preis für den besten Begleitmusiker.